# Zítra nehrajeme!
Zítra nehrajeme! (v anglickém originále A Prairie Home Companion) je americká filmová komedie z roku 2006. Režisérem filmu je Robert Altman. Hlavní role ve filmu ztvárnili Garrison Keillor, Meryl Streep, Lily Tomlin, Lindsay Lohan a Woody Harrelson.

## Obsazení
| Garrison Keillor | sebe            |
| Meryl Streep     | Yolanda Johnson |
| Lily Tomlin      | Rhonda Johnson  |
| Lindsay Lohan    | Lola Johnson    |
| Woody Harrelson  | Dusty           |
| John C. Reilly   | Lefty           |
| Tommy Lee Jones  | Axeman          |
| Kevin Kline      | Guy Noir        |
| Virginia Madsen  | Asphodel        |
| Robin Williams   | sebe            |
| Linda Williams   | sebe            |

## Ocenění a nominace
| Název ocenění                           | Kategorie                                      | Nominovaný       | Výsledek |
| --------------------------------------- | ---------------------------------------------- | ---------------- | -------- |
| Alliance of Women Film Journalists      | nejlepší komedie o ženě nebo natočená ženou    |                  | nominace |
| Alliance of Women Film Journalists      | nejlepší obsazení                              |                  | nominace |
| Critics' Choice Movie Awards            | nejlepší obsazení                              |                  | nominace |
| Casting Society of America Awards       | nejlepší casting – film (komedie)              | Pam Dixon        | nominace |
| Gotham Awards                           | nejlepší obsazení                              |                  | nominace |
| Chicago Film Critics Association Awards | nejlepší adaptovaný scénář                     | Garrison Keillor | nominace |
| Independent Spirit Awards               | nejlepší režie                                 | Robert Altman    | nominace |
| Satellite Awards                        | nejlepší adaptovaný scénář                     | Garrison Keillor | nominace |
| Satellite Awards                        | nejlepší ženský herecký výkon ve vedlejší roli | Lily Tomlin      | nominace |